# Mezquita Khidir
La mezquita Khidir (en idioma azerí: Xıdır məscidi) es una mezquita histórica del siglo XIV. Forma parte de la Ciudad Vieja y está situada en la calle dedicada al músico Muslin Magomáyev, en la ciudad de Bakú, capital de Azerbaiyán. El edificio también fue registrado como monumento arquitectónico nacional por decisión del Gabinete de Ministros de la República de Azerbaiyán de fecha 2 de agosto de 2001, n.º 132.

## Historia
La mezquita fue construida en 1301 junto a una escalera de la calle, que a su vez, afectó la colocación arquitectónica de la mezquita.
En 1988 se realizaron excavaciones arqueológicas en la planta baja de la cúpula y se efectuaron trabajos de restauración en el portal. La mezquita fue construida sobre un templo zoroastriano.

## Características arquitectónicas
La división proporcional del interior, los métodos de composición y los elementos de piedra se expresan claramente con una vívida escultura, y con el mihrab, con una expresión artística, la sala obtiene una vista interesante. En la fachada sur de la mezquita se instalan ventanas de perfil recto. A lo largo de todo el perímetro de la mezquita, la corona de perfil bajo, expresa los métodos de composición orientales.

## Galería

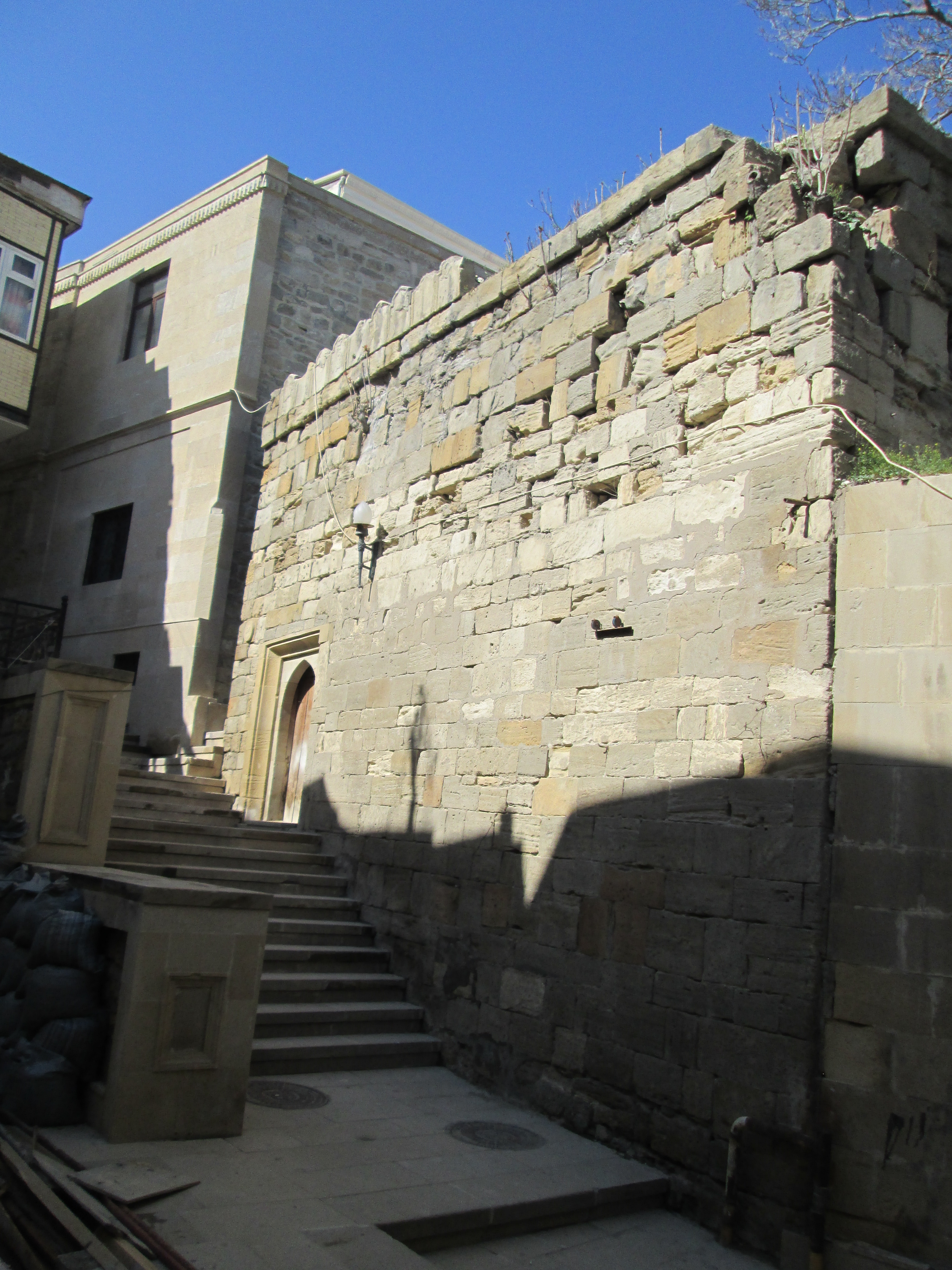
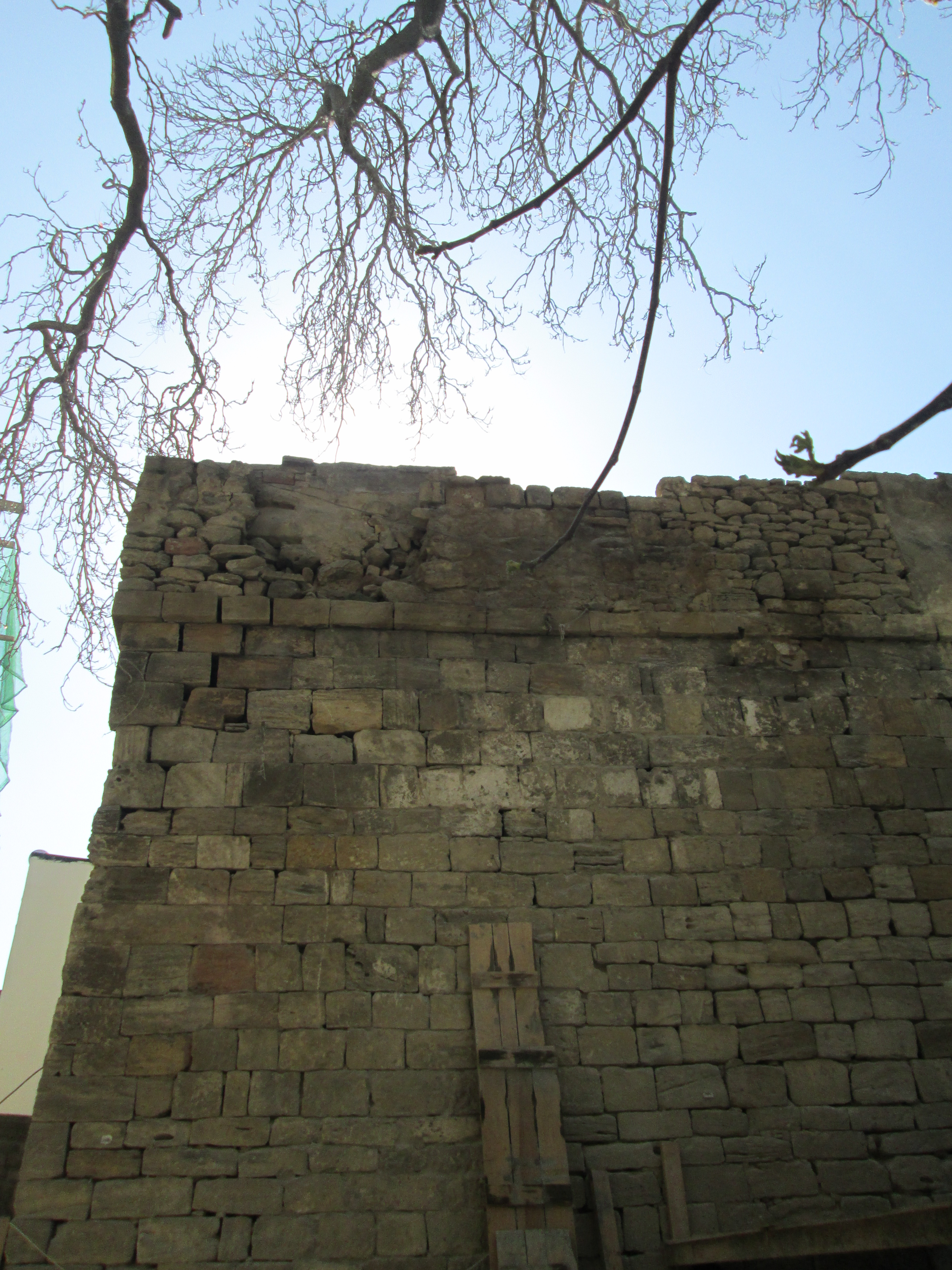
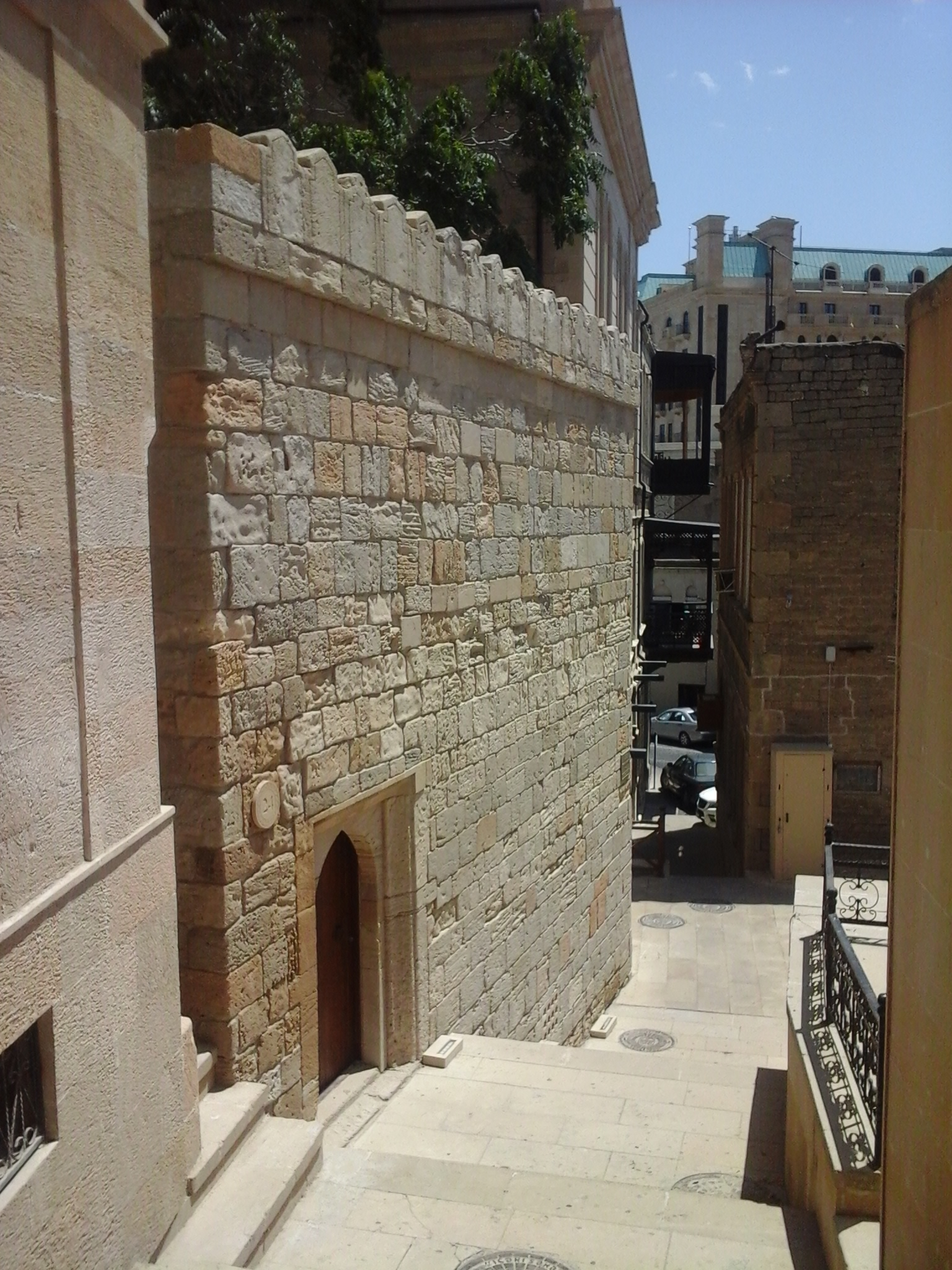
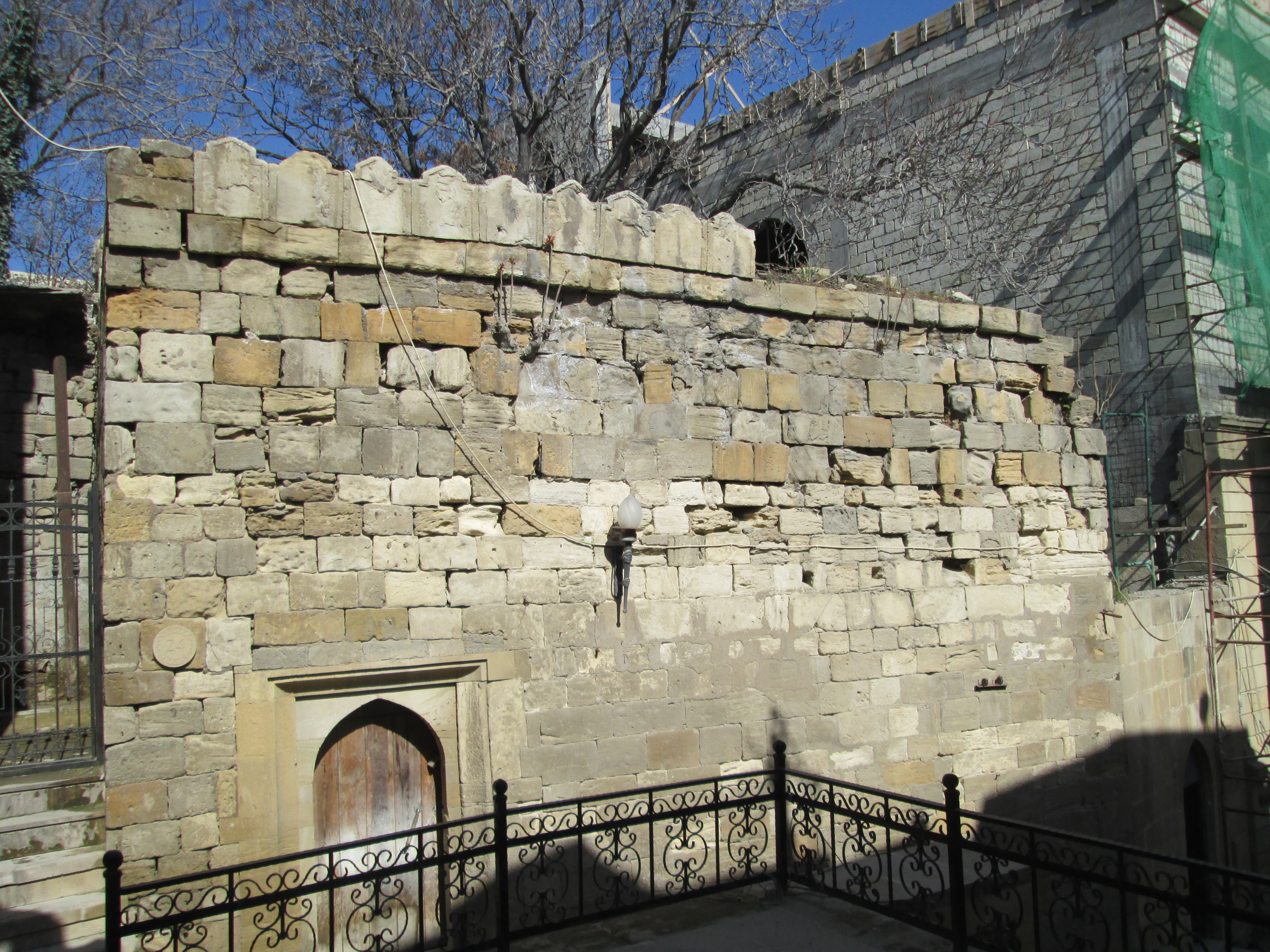
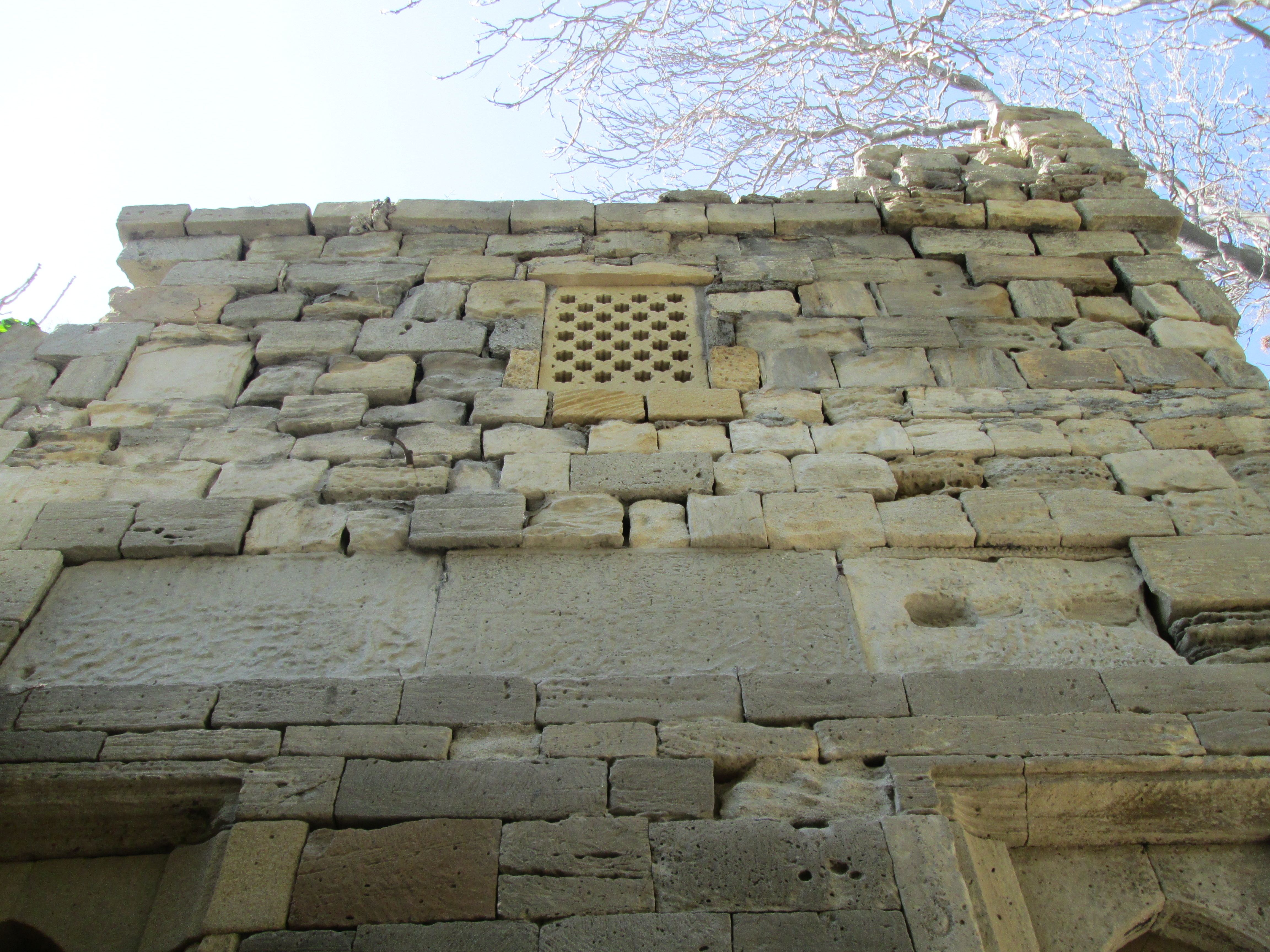
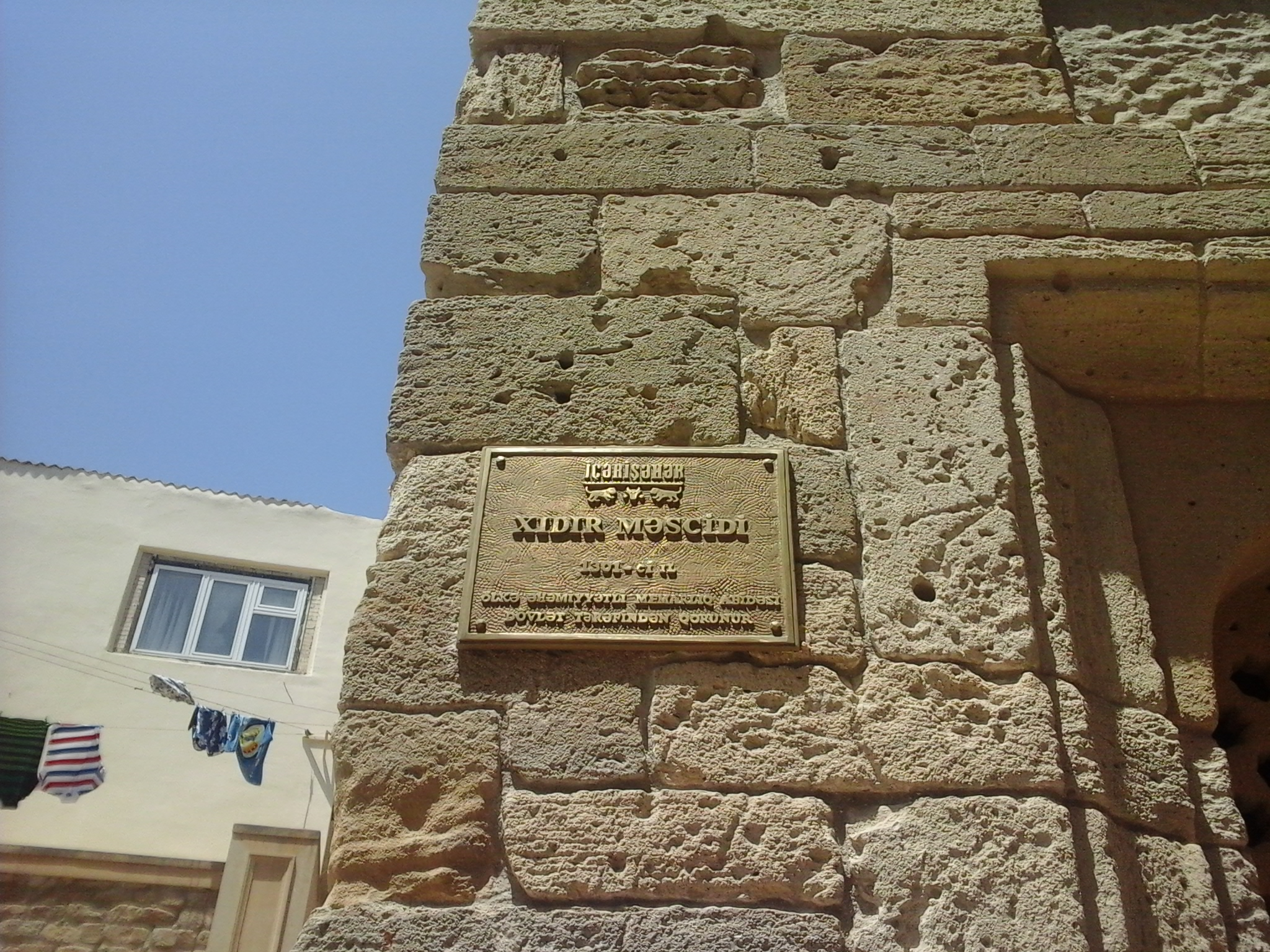
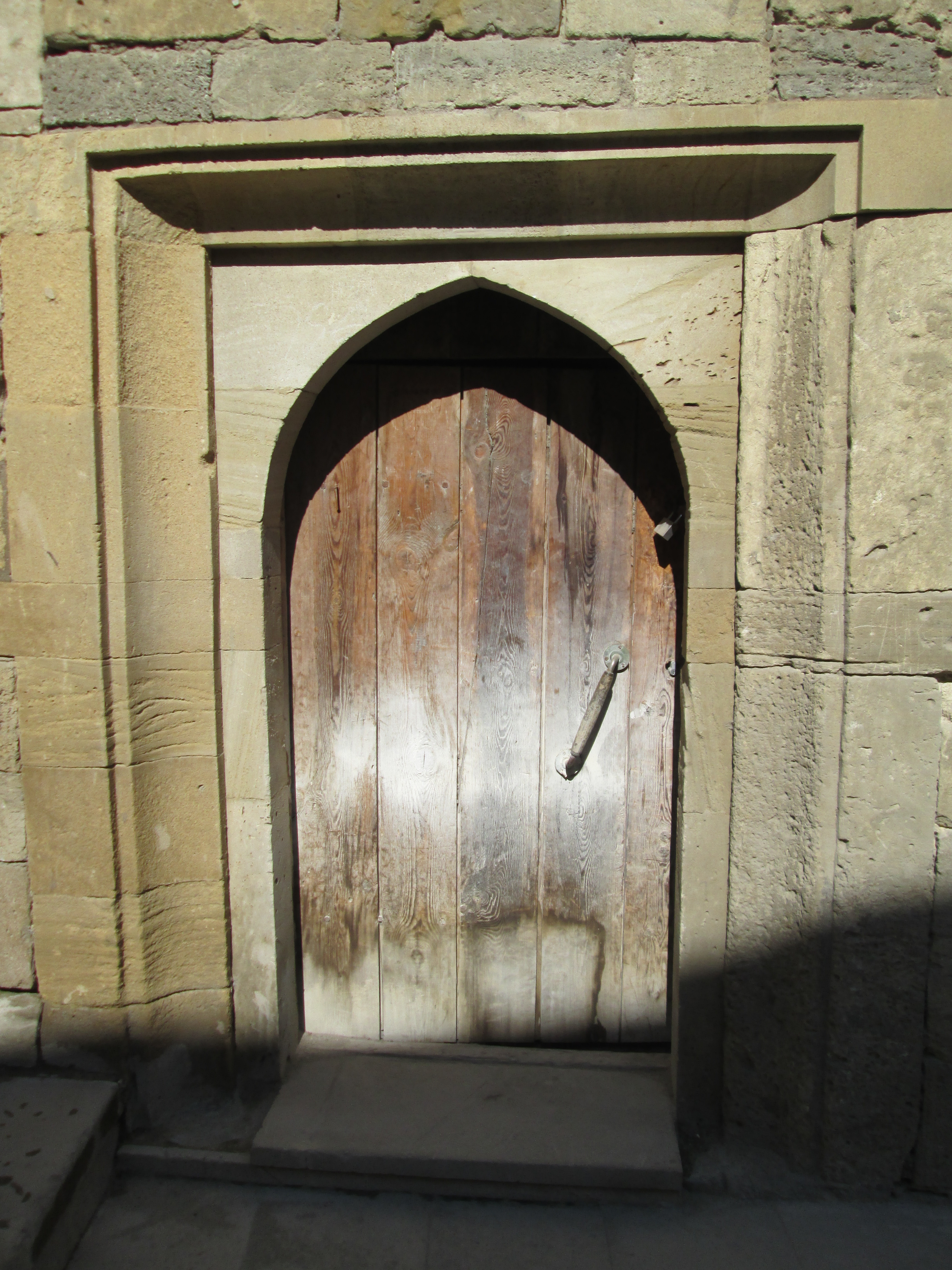
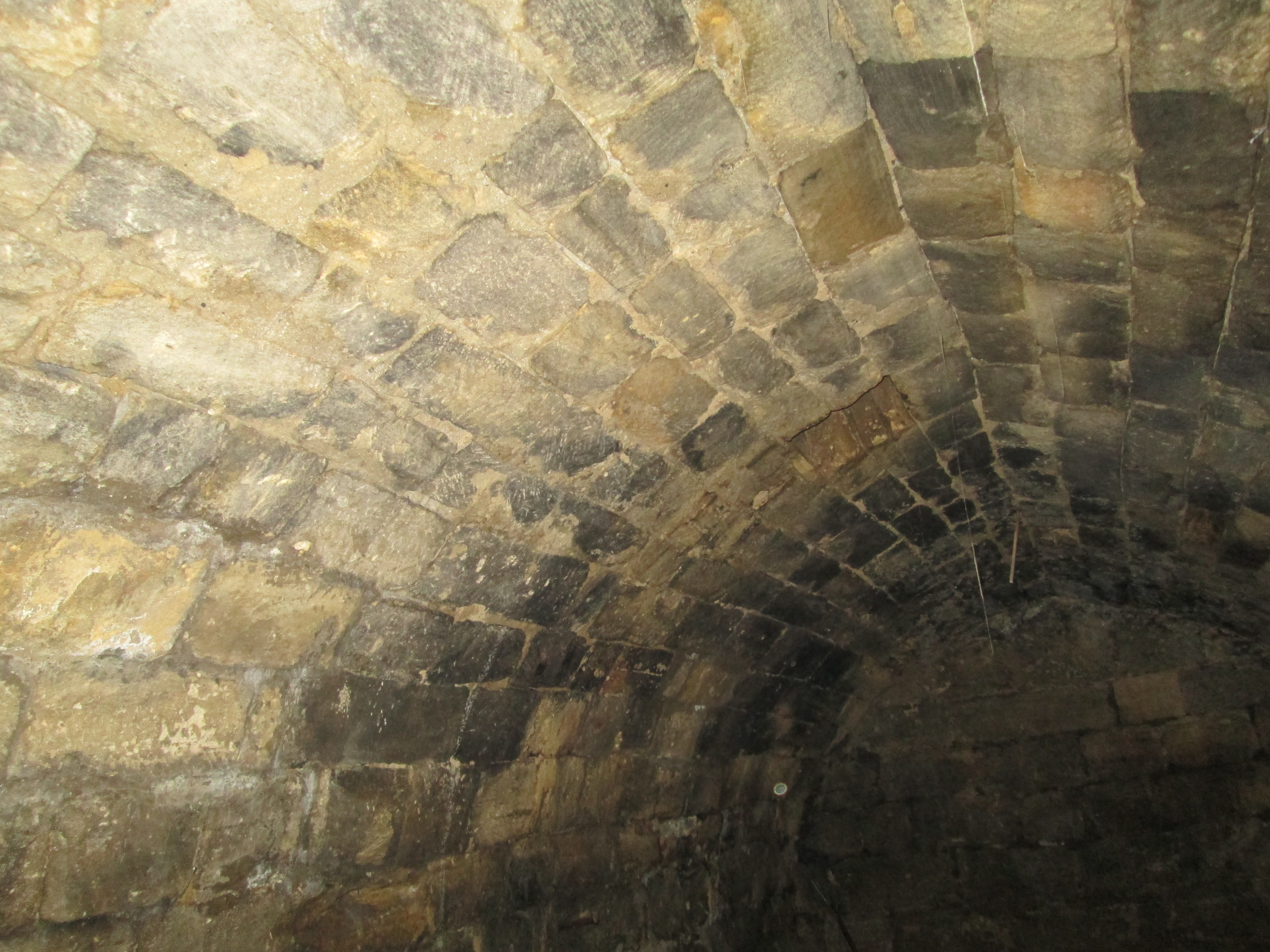